# غرو (تكساس)
غرو (بالإنجليزية: Grow, Texas)‏ هي unincorporated community of the United States of America تقع في الولايات المتحدة في مقاطعة كينغ (تكساس). يقدر عدد سكانها بـ 70 نسمة .